# جوش ستيوارت (لاعب كرة قاعدة)
جوش ستيوارت (بالإنجليزية: Josh Stewart)‏ هو لاعب كرة قاعدة أمريكي، ولد في 5 ديسمبر 1978 في بادوكا في الولايات المتحدة.

## وصلات خارجية
- جوش ستيوارت على موقع الدوري الياباني لكرة القاعدة (الإنجليزية)
- جوش ستيوارت على موقعبيزبول رفرنس.كوم (الدوري الرئيسي) (الإنجليزية)
- جوش ستيوارت على موقعبيزبول رفرنس.كوم (الدوري الثانوي) (الإنجليزية)
- جوش ستيوارت على موقع إي إس بي إن.كوم (أم.أل.بي) (الإنجليزية)
- جوش ستيوارت على موقع مشجعي الرسوم البيانية (الإنجليزية)